# حسينية

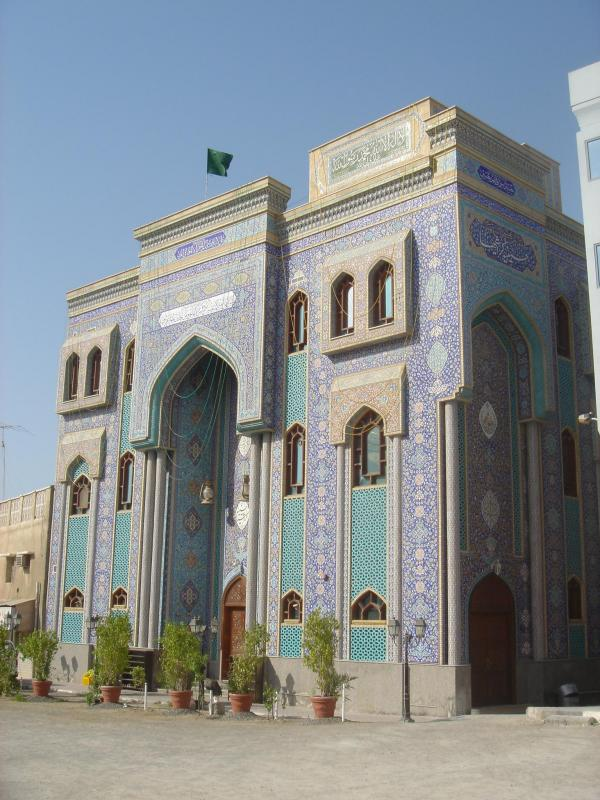
«مأتم» في دبي

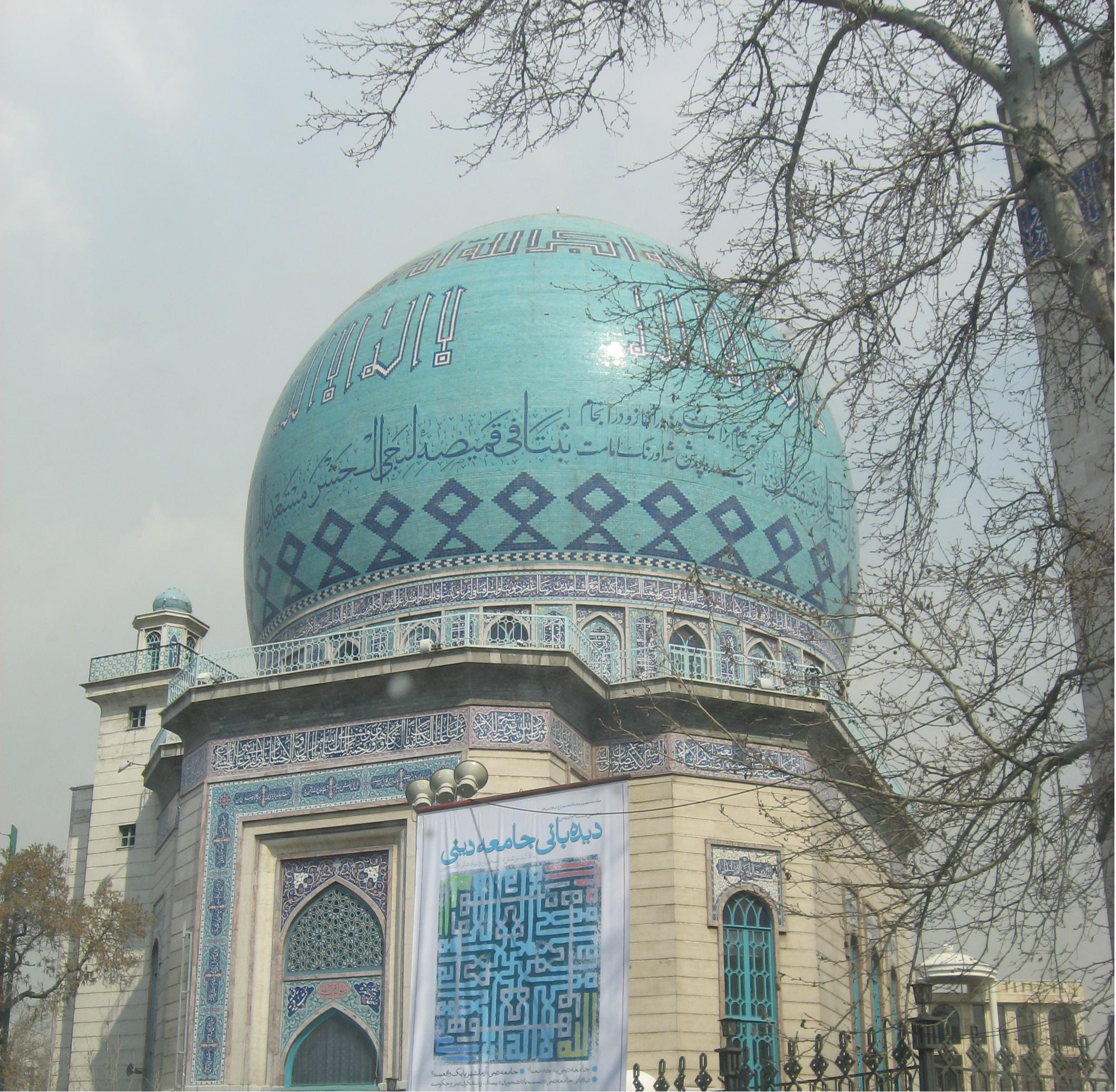
حسينية الإرشاد

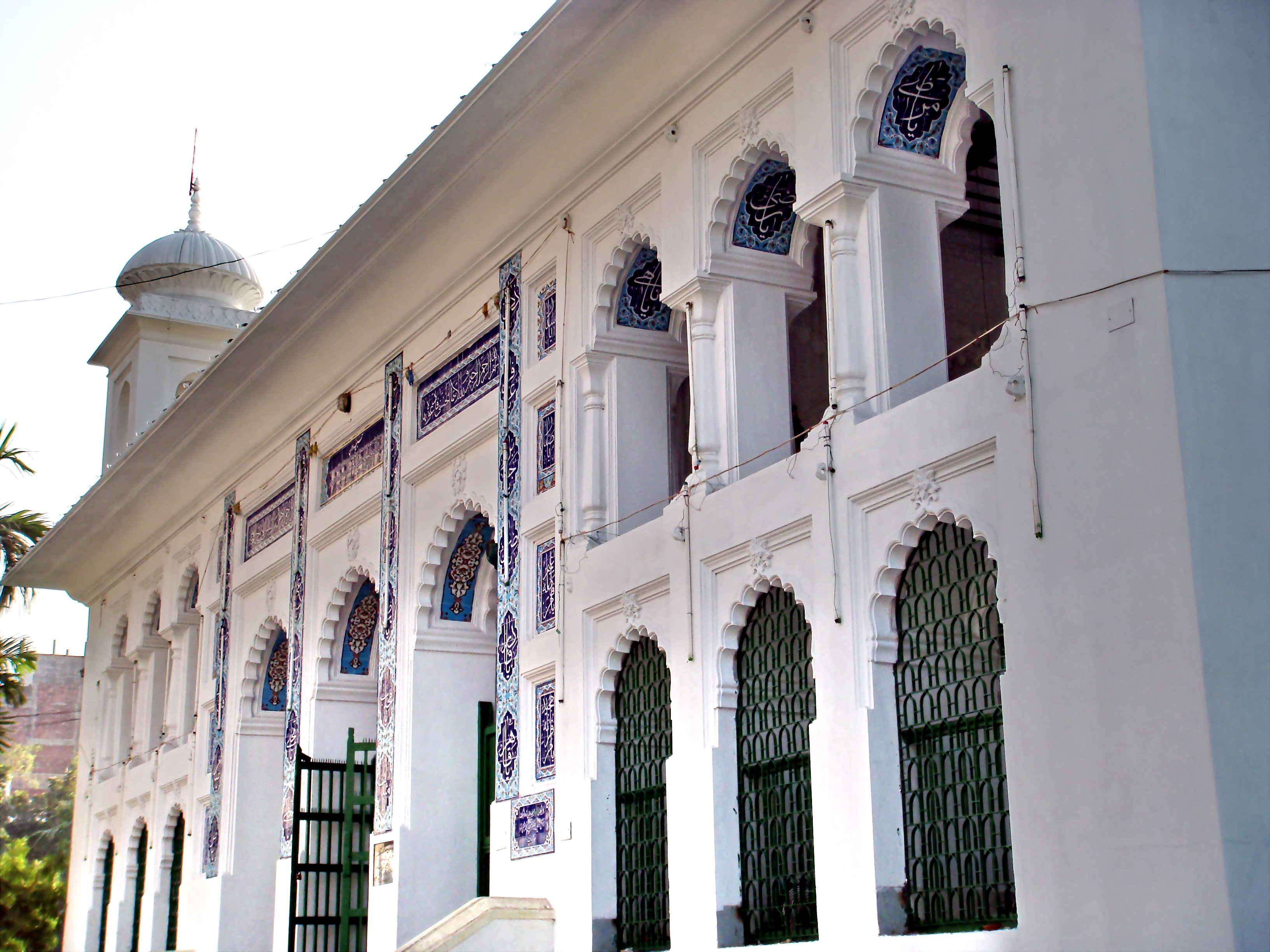
حسينية في دكا.

الحُسَيْنِيّة هي مبنى لإقامة المراسيم الحسينية، حيث كان المُسلمين الشيعة يحييون مآتمهم على الإمام الحسين ثالث الأئمة والذي قُتل في كربلاء في البيوت، ثم خصصت مباني خاصة سميت بالحسينية أو المجلس الحسيني.
تقام في الحسينيات مجالس العزاء والمحاضرات الدينية في المناسبات الخاصة بأهل البيت أو العامة كاقامة مجالس العزاء والفاتحة لسائر الناس، وهي ليس لها احكام المسجدية.

## التسمية
هناك لبس بين لفظ حسينية وتكية في إيران. بعد تحويل الصفويين لإيران من المذهب السني إلى الشيعي، "بناء الحسينية كان حديث العهد بإيران، وأما التكايا فكانت معروفة ومنتشرة في أنحاء إيران وكانت تقام فيها بعض الشعائر الحسينية أيضا قبل أن تنتقل إلى الحسينيات التي تخصصت بالشعائر الحسينية." ولذلك السبب تم استخدام العديد من المباني التي تسمى بـ"تكايا" في إيران كحسينيات.
باللغة الأردية تسمى الحسينية بلفظ "اِمام باڑا" (فِناء الإمام) أو "حُسَینی دالان" (القاعة الحسينية).

## تاريخ المآتم والحسينيات
إن المآتم الحسينية كانت تقام منذ استشهاد الإمام الحسين. وقد قام أئمة أهل البيت بسنّ المأتم الحسيني باعتباره شعيرةً دينية، وهم كانوا يقيمون المآتم في بيوتهم، ويحثّون الشيعة أيضا لإقامتها بقدر ما تسمح به ظروفهم، وكانوا يحثّون الشعراء على رثاء الحسين وذكر مصابه، فيبكون عليه.
ومع قيام الحكومات الشيعية في العالم الإسلامي أخذ المأتم الحسيني طابعاً رسمياً. فقد حكم البويهيون في إيران، والفاطميون في شمال إفريقيا، وأخذا بالتوسع في مطلع القرن الرابع. ففي تلك الفترة أصبح المأتم الحسيني تقليداً رسمياً. استمر الشيعة في نهجهم في فترة الحكومات الأخرى، حيث كلّما أتيحت لهم الفرصة أقاموا المآتم علناً وفي بعض الأحيان في السرّ والخفاء حسب الحكومة.
وفي عهد الصفوي كانت تقام المآتم الحسينية في الكثير من المناطق الشيعية، وقد أَولى ملوك الصفوية بالمآتم الحسينية في شهر محرم اهتماماً بالغاً حتى حين انشغالهم بالحروب. وكانوا يشاركون مع الناس في المآتم العامة المُقامة في ساحة المدينة مرتدين زيّ الحِداد، وكانت مواكب العزاء تمرّ من أمامهم وفي عهد القاجاري أيضا شاعت المآتم الحسينية خاصة التشابيه.
في البداية كانت تقام مجالس العزاء في بيوت الوجهاء من الناس، ثم أخذت المجالس الحسينية بالتطور والانتشار تدريجيا فشيدت الحسينيات لإقامة العزاء الحسيني فيها.
يقول إبراهيم الحيدري في كتابه «تراجيديا كربلاء»: «وفي النصف الثاني من القرن التاسع عشر بدأ شيعة العراق ببناء الحسينيات كمؤسسات دينية ثقافيه مثل التكايا لإقامة الشعائر والطقوس الدينية وبخاصة العزاء الحسيني ولذلك اتخذت اسم الحسين شعارا لها وسميت بالحسينية. وكان أُولى الحسينيات التي شيدت هي: الحسينية الحيدرية في الكاظمية عام 1876م وأول حسينية بنيت في كربلاء عام 1906م وأول حسينية شيدت في النجف هي الحسينية الشوشترية عام 1884م.»

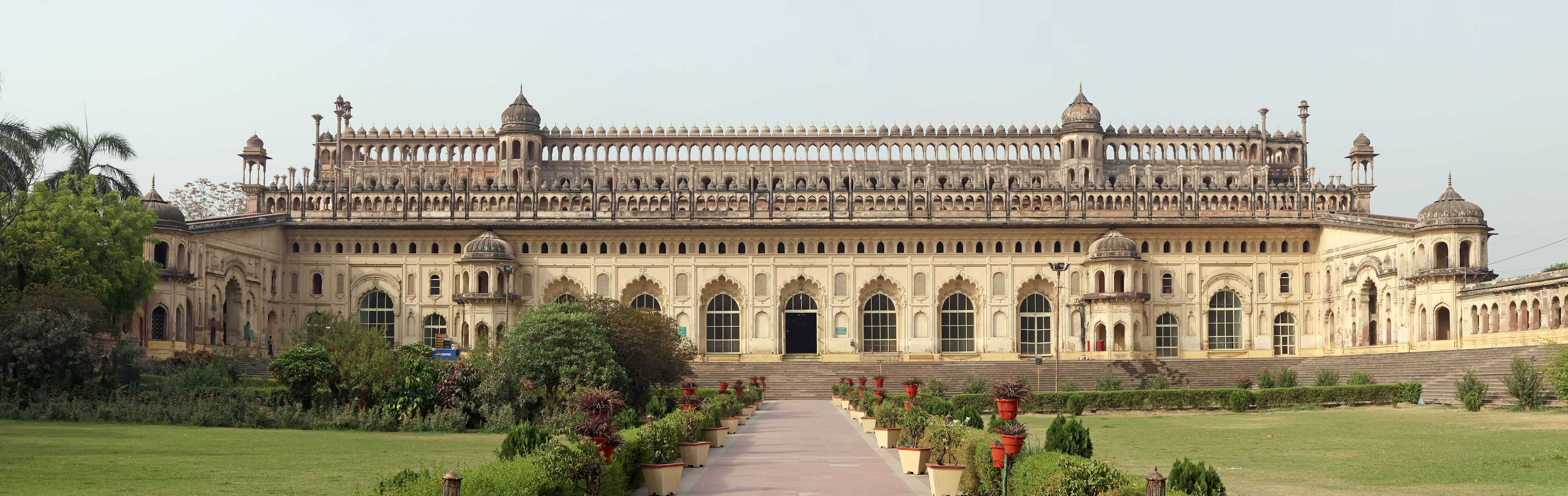
الحسينية الآصفية، لكهنؤ. بنيت من قبل نواب أوده أصف الدولة.

## الاستخدام
استخدمت الحسينيات على مر التاريخ لعرض حادثة مقتل الإمام الحسين بن علي على الناس من خلال الخطيب والذي غالبا ما يجلس على المنبر متوسطاً الناس، ليبكي الناس على المقتل، ثم تبدأ شعائر أخرى كاللطم، ثم يوزع الطعام على الناس.
وقد سُميت بالحسينية لأنها مكان عزاء الإمام الحسين «سيد الشهداء» والتأسّي به.
تطور دور الحسينية الآن وصارت تشمل العزاء الذي تُقام على أهل البيت والصالحين. وكذلك للأفراح مثل ذكرى الإسراء والمعراج وعيد الغدير. كما يُقام في الكثير من الحسينيات بشكل أسبوعي، جلسات مُخصَّصة للدروس والمواعظ والتي يلقيها الخطيب ويطرح فيه القضايا الاجتماعية، التاريخية، الأدبية، تفسير القرآن الكريم، والمسائل الفقهية.

## الحسينيات الشهيرة
- حسينية الحاج داوود العاشور في البصرة، العراق
- حسينية دالان في دكا، عاصمة بنغلاديش.
- حسينية أصفي في لكنهو، وهي واحدة من أكبر الحسينيات في الهند.
- الحسينية الصغيرة في مدينة لكهنؤ، الهندية
- الحسينية الحيدرية (الطهرانية سابقا) في كربلاء
- حسينية الإرشاد في طهران، إيران
- حسينية معرفي في الكويت
- حسينية الكربلائية في الكويت
- تكية الدولة في طهران، إيران

## حكم الحسينية عند المسلمين السنة
طبقا لعلماء أهل السنة فإن المكان الشرعي الوحيد للعبادة في الإسلام هو المساجد، حيث إن شعائر الإسلام تؤخذ من مصادر القرآن والسنة النبوية وحيث إن الحسينيات هي مظهر مستحدث لم يشر إليها المصدران فلا يجوز بناؤها، كما ان الشعائر التي تقام بها ليست مشروعة بل هي بدع لم ترد في القرآن ولا في السنة، فعلى الرغم من تبجيل أهل السنة للحسين وآل بيت النبي لكنهم يرون أن الشيعة يبالغون في هذه المحبة إلى الحد الذي يجعلها تخالف تعاليم الإسلام الصحيحة.